# Боуман
Окръг Боуман (на английски: Bowman County) е окръг в щата Северна Дакота, Съединени американски щати. Площта му е 3023 km², а населението – 3166 души (2017). Административен център е град Боуман.